# Beaudoin Peak
Beaudoin Peak är en bergstopp i Antarktis. Den ligger i Västantarktis. Chile gör anspråk på området. Toppen på Beaudoin Peak är 980 meter över havet.
Terrängen runt Beaudoin Peak är kuperad österut, men västerut är den platt. Trakten är obefolkad. Det finns inga samhällen i närheten.